# Vogorno
Vogorno är en ort i kommunen Verzasca i kantonen Ticino, Schweiz. Orten var före den 18 oktober 2020 en egen kommun, men slogs då samman med kommunerna Brione (Verzasca), Corippo, Cugnasco-Gerra (Gerra Valle), Frasco, Lavertezzo (Lavertezzo Valle) och Sonogno till den nya kommunen Verzasca.
I kommunen finns även orten Berzona.